# Кутська кераміка
Ку́тська кера́міка — традиційний народний промисел смт Кути та навколишніх сіл, один з видів кераміки. Гончарні вироби: різноманітний посуд, дитячі забавки, сувеніри, пічні кахлі, декоративні плитки. На відміну від косівської, кутській більш притаманні геометричні форми, а також значно інтенсивніше використовується синій колір.

## Історія
Становлення гуцульської кераміки відбувалося у XV столітті і продовжує свій розвиток донині. Чималий вклад у розвиток гончарства в Кутах принесли вірмени, які прийшли в Кути в 1717 з Молдовського князівства: вони в кутських гончарів замовляли посуд, внаслідок чого кутські гончарі почали використовувати вірменську орнаментику: якщо місцеві орнаменти прості геометричні, то вірменські більш химерні зі стилізацією немісцевих рослин.
Наприкінці XIX століття в Кутах проживало близько півсотні гончарів. У тогочасних Кутах здебільшого робили чорнодимлену кераміку, простої полив'яної було порівняно менше. Найвідомішими майстрами кутської чорнодимленої кераміки були Іван Бойчук, Федір Угринюк та Олекса Іллюк. Саме з Кутів косівську та пістинську кераміку вивозили до Румунії та інших країн. Про гончарство з Кут у XIX столітті є мало інформації, хоча найстаріші з відомих майстрів полив'яної кераміки могли вже працювати в другій половині XIX століття. Вже в 1887 на виставці в Тернополі згадувалися пляшки-плесканки з Кут. Ритований розпис в Кутах з'явився лише наприкінці XIX століття, а його розквіт припав на першу половину XX століття з приходом Якова Волощука. У 30-х роках XX століття у Кутах працювало вже 63 гончарі та вже існувала гончарня. У 1939 створено артіль «Килимарка», а десятьма роками пізніше . — артіль «Червоне Прикарпаття». У 1949 артіль «Килимарка» реорганізовано в фабрику, а у 1956 році при фабриці організований керамічний цех. 
Зараз кутський гончарський осередок занепав та більш відомий закордоном (Польща, Канада, Європа тощо). Згідно з одною з версій вона була заборонена та призабута через поєднання синього та жовтого кольорів, проте всупереч цій інформації кутська кераміка все ж розвивалася у 1960-х та 1970-х (що було б неможливим, якби вона була забороненою) роках та занепала, швидше за все, через кризу 1990-х. Сьогодні його власними силами намагаються відновити Марія Михайлишин та Тетяна Березюк.

## Характеристика
На відміну від косівської кераміки, де синій колір (кобальт) застосовували вкрай обмежено або не застосовували взагалі, в кутській його використовували повсюдно на рівні з зеленим та жовтим. Також кутська кераміка більш характерна геометричною орнаментикою, яка бралась із мотивів вишивок та різьби, а також частково з вірменської орнаменталістики. З вірменського гончарства також брали форму деяких виробів. Згідно з Галиною Івашків «кутські мальовані вироби дуже ясні, їх рисунок прозорий і легкий, а в розписах більше використовують геометричні мотиви», а згідно з Марією Михайлишин:
|                    | Кутська кераміка має свою унікальну особливість відмінну від косівської — це співзвучність геометричних мотивів із вишивкою, килимарством і художньою різьбою по дереву, витонченість форм та орнаментів та введення синього кольору, яке притаманне лише кутській і пістинській кераміці. |
| — Марія Михайлишин | |

Великий вплив на розвиток майолікової кераміки мали Яків Волощук, який переселився з Пістиня до Кутів у 1907 році, а також його син Михайло, учень Петра Кошака. Посуд Якова Волощука «має чітку і строгу геометричну орнаментику, що складається з зірок, стилізованих квіток, різних зубчастих безконечників». Три декоративні печі Михайла Волощука прикрашають інтер'єр експозиції Національного музею народного мистецтва Гуцульщини та Покуття імені Й. Кобринського. Варто також відзначити вироби Антона Чешньовського, які експонувалися на різних виставках, у тім числі й у Києві. Також великий вплив на кутське гончарство мали Іван Брошеквич та Петронела Напп, хоча частина дослідників, як от Галина Івашків, вважає цей вплив негативним, бо окрім звинувачень у «перевантаженні композиційних схем» та «порушенні традиційної кольорової гами», що безумовно віддалило стилістику цих виробів від косівських, вони нехтували традиційною технологією, малювали олійними фарбами, темперами чи гуашшю та випалювали тільки раз, що згодом призводило до облущення виробів.

## Відомі майстри
- Ян (Іван) Брошкевич та його сини Степан та Микола
- Стефан, Антон, Петро, а також Томаш та Петронела Наппи
- Павло, Станіслав та Антоній Влас
- Михайло Волощук
- Антон та Микола Чешньовські
- Михайло Угринюк та Людмила Матусевич
- Марія Онисим'юк
- Любов Шпиталенко
- сім'я Джумариків
- Іван Ковалюк
- Іван Юрійчук
- М. Зарумен
- Й. Червоноградський
- Л. Соколовський
- М. Кулешір
- А. Катеринчук
- М.Онисим’юк
- І.Чепіга
- Тетяна Березюк

### Youtube
- Невичерпне джерело. Кутська кераміка [Архівовано 5 січня 2022 у Wayback Machine.]